# Corson (chanteur)
Pour les articles homonymes, voir Alain Cordier, Cordier (homonymie) et Corson.
Alain Cordier, dit Corson (prononcé en anglais : [kɔɹsən]), né le 25 novembre 1979 à Thionville, est un auteur-compositeur-interprète français.

## Biographie

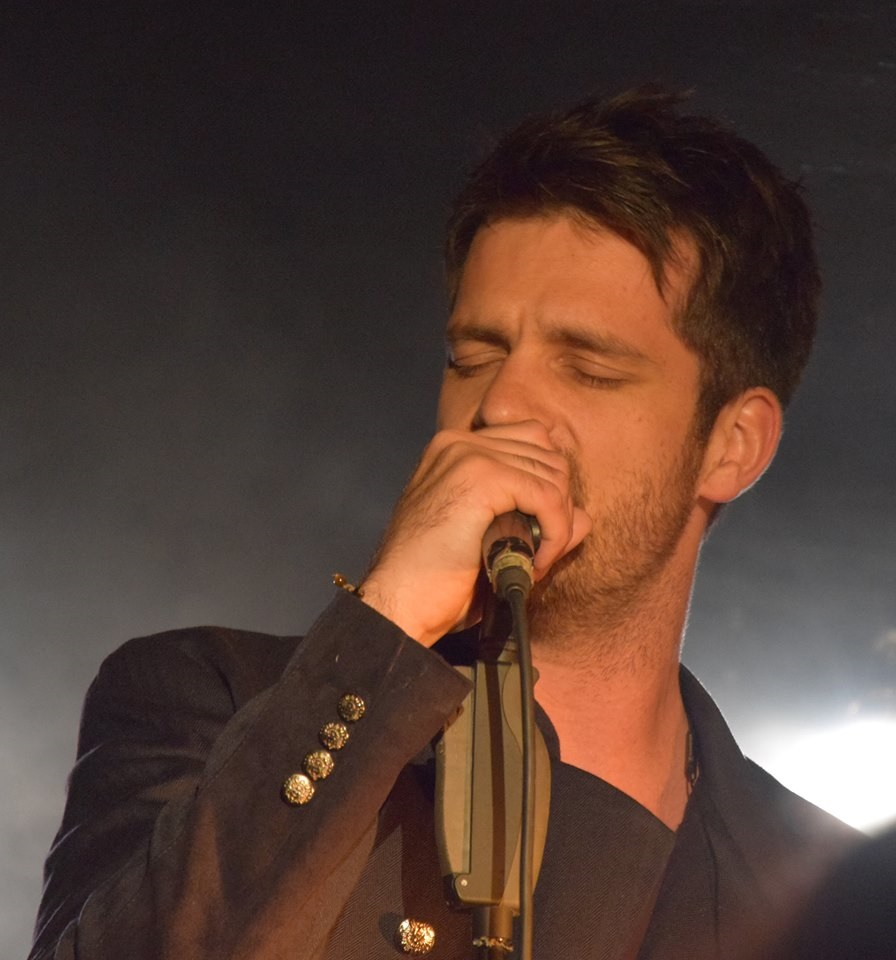
Corson

### Formation et débuts
Alain Cordier étudie dès l'âge de 8 ans le piano et le solfège au conservatoire de Thionville. Il se spécialise dans le chant lyrique à 17 ans tout en poursuivant des études de commerce international. En 1999, après le décès de sa mère, il quitte son emploi dans une banque du Luxembourg pour se consacrer à la musique.
En 2001, il intègre l'école de variétés d'Alice Dona et assure la première partie de celle-ci à l'Olympia et en tournée. En 2003, il participe à la comédie musicale Belles belles belles puis à la tournée asiatique de Roméo et Juliette, de la haine à l'amour de Gérard Presgurvic.
En 2009, le producteur Selim Mouhoubi lui propose de l'accompagner dans une carrière solo. Il prend le pseudonyme Corson, que l'on prononce Corsonne, en souvenir de sa mère et sort en 2011 un EP éponyme composé de 5 titres sous le label indépendant Selisam Productions.
En 2012, Corson signe sur le Label Mercury Records en France.

### AlbumsThe RainbowetCorson(2014-2018)
En 2014, les singles Raise me up puis Loud sont programmés sur les ondes françaises,. Sophie-Tith, gagnante de la saison 9 de Nouvelle Star, l'invite en duo sur son titre Ces choses-là,. À l'automne 2014 sort l'EP intitulé Loud, composé de 6 titres. Corson se produit en concert solo à Paris au Divan du Monde, au Café de la Danse, à La Cigale, et est également en première partie de Skip the Use, Boy George, Imagine Dragons, Lisa Stansfield, Laura Pausini, Morten Harket. Il est cette année-là le deuxième artiste français le plus diffusé en radio.
En 2015 sort l'album The Rainbow, mixé et mastérisé entre autres par John Paterno (Robbie Williams) et Brad Blackwood (Maroon 5, Will I Am),,. Il part en tournée et fait la première partie de Calogero et du groupe A-ha le 1er avril 2016 au Zénith de Paris.
En février 2016, son premier single We'll come again est synchronisé sur la Campagne mondiale du parfum La Vie est Belle de Lancôme (cosmétique) avec Julia Roberts. Le spot est réalisé par James Gray et durera 3 ans.
De 2016 à 2017, il sort trois singles : Je respire comme tu mens, La fille de Copenhague, Nos amours embouties extraits du deuxième album Corson (2018).

### Collaborations (2018-2020)
Ensuite Corson se consacre à la composition et réalisation pour d'autres artistes comme David Hallyday, pour qui il écrit 3 textes pour son album en anglais Mission Control. En 2018, il écrit, compose et co-réalise avec Boban Apostolov une grande partie de l'album de Jenifer, Nouvelle Page dont le premier single Notre idylle qui devient disque d'or.
Il co-écrit et compose également le single de la réédition de Jenifer, le titre On oublie le reste en duo avec Kylie Minogue. Le titre est produit par le DJ Bob Sinclar.
En 2018, Corson prête sa plume pour la nouvelle revue du Paradis latin, Oiseau Paradis, interprété par Miss Univers Iris Mittenaere mis en scène par Kamel Ouali. Il collabore avec le compositeur Brice Davoli. [réf. nécessaire]
Il collabore aussi avec la chanteuse Yseult en 2019 sur son EP Rouge notamment sur son single Rouge avec qui il co-signe le texte.[réf. nécessaire]
En 2019, Corson écrit, compose et co-réalise avec Boban Apostolov une grande partie de l'album de Chimène Badi. Corson est co-auteur avec Yseult, Boban Apostalov et Yacine Azeggagh de la chanson Là-Haut défendue par Chimène Badi pour Destination Eurovision 2019,.
En 2019, Corson écrit compose et co-réalise avec Boban Apostolov deux titres pour la réédition de l'album Pyramide de M. Pokora dont le titre Mama qui devient la BO de son premier film Le Premier oublié avec Muriel Robin, téléfilm qui réalise le plus gros score d'audiences de la saison pour une fiction sur TF1 avec plus de 6 millions de téléspectateurs.
En 2020, Corson participe à la composition du spectacle Merci Francis de Les Coquettes pour lesquelles il va écrire 2 chansons. Le spectacle se verra récompensé du Trophée des comédies musicales en 2022 dans la catégorie "Meilleure partition musicale".
En 2022, Corson réalise avec Boban Apostolov plusieurs titre de l'album Madame de l'artiste suisse Stéphane. Durant la même année, il participe au 9e album studio de Jenifer No 9. En juin, Corson devient sociétaire définitif de la SACEM.
En 2023, Corson collabore avec les artistes Josiane, Nour, Olivier Dion, Jeanne Bonjour et Eloïz.
En 2023 également, son titre Mon amour écrit avec le compositeur Brice Davoli est synchronisé sur la bande annonce du film Passages de Ira Sachs avec Adèle Exarchopoulos.

## Engagement
Il est le parrain de l'association Rafael Lorraine, au profit des enfants malades.

## Discographie

### EP
- 2011 : Corson
- 2014 : Loud

### Singles
- 2011 : We'll come again
- 2013 : The Rainbow
- 2014 : Raise Me Up (Je respire encore)
- 2014 : Loud
- 2014 : Ces choses-là en duo avec Sophie-Tith sur son album J'aime ça
- 2015 : Sonia[24]
- 2016 : Je respire comme tu mens
- 2017 : La fille de Copenhague
- 2017 : Nos amours embouties
- 2018 : Tomber les masques
- 2022 : Pas les épaules

### Collaborations
- 2006 : Nos Instants de liberté de Liza Pastor et Amaury Vassili
- 2014 : Éphémère de Louis Delort and The Sheperds
- 2015 : We are sailors de Mathieu, finaliste de la 11e saison de Nouvelle Star[25]
- 2015 : Edge of the world, Reaching Up, Its over sur l'album Mission Control Alive de Mission Control et David Hallyday
- 2018 : Notre idylle de Jenifer
- 2019 : Là-haut de Chimène Badi
- 2019 : Mama et Tango Electrique de M. Pokora
- 2022 : Est ce que tu danses? de Jenifer

### Participations
- 2014 : Le Chemin de Pierre pour la fondation Abbé-Pierre, clip
- 2014 : Kiss & Love[26]
- 2015 : We’ll come again incarne la campagne publicitaire de La Française des Jeux[2]
- 2016 : We’ll come again incarne la campagne publicitaire de Lancôme : La vie est belle[27]

## Comédies musicales
- 2003-2004 : Belles belles belles, mise en scène Redha - Olympia
- 2009 : Roméo et Juliette, de la haine à l'amour de Gérard Presgurvic, mise en scène Redha - Corée du Sud